# Арагонский замок (Реджо-ди-Калабрия)
Арагонский замок (итал. Сastello Аragonese) — остатки мощной средневековой крепости в Реджо-ди-Калабрия на самом юге Италии. Остатки укреплений находятся в центре города на площади Кастелло. Замок, наряду с бронзовыми статуями «Воины из Риаче», считаются одними из главных символов города Реджо-ди-Калабриа. Начиная с раннего Средневековья замок непрерывно перестраивался и модифицировался для совершенствования обороны. Сначала для защиты от растущей мощи осадных машин, а затем против артиллерии.

## История
Несмотря на устоявшееся название «Арагонский», замок в Реджио-ди-Калабрия имеет гораздо более древнюю историю, чем период арагонского владычества в Южной Италии. На месте крепости обнаружены остатки укреплений, имеющие отношения к Античности.

### Древний период
Сегодня холм, на котором расположена крепость, не выглядит столь внушительно, как две тысячи лет назад. Но в древние времена он представлял собой важный пункт обороны при защите стен, окружавших поселение. Скорее всего первые укрепления на холме возникли в VIII веке до н. э.. Поселение основали выходцы их греческого города Халкида. В районе нынешнего замка они разместили акрополь колонии, ставшей частью Великой Греции. В эллинистический период, по мере расширения города к морю, крепость на холме играла роль цитадели.
Вероятно, во времена Римской империи стены и башни, потерявшие прежнее фортификационное значение, обветшали и превратились в руины.

### Средние века
При императоре Юстиниане I, во время Византийско-готских войн город перешёл под контроль императора Византии. Так как Реджо-ди-Калабрия не имел серьёзных укреплений, то византийский полководец Велизарий приказал немедленно начать возведение каменных стен. Важную стратегическую роль в связях между Италией и Константинополем играл городской порт. Поэтому высокие стены были возведены в нижней части Реджио-ди-Калабрия, а на замковом холме появились укрепления, призванные обеспечить защиту со стороны гор. Крепость стала главным опорным пунктом Византии во всём регионе на юге Калабрии. Документированное существование замка относиться к 536 году.

### Норманнский период

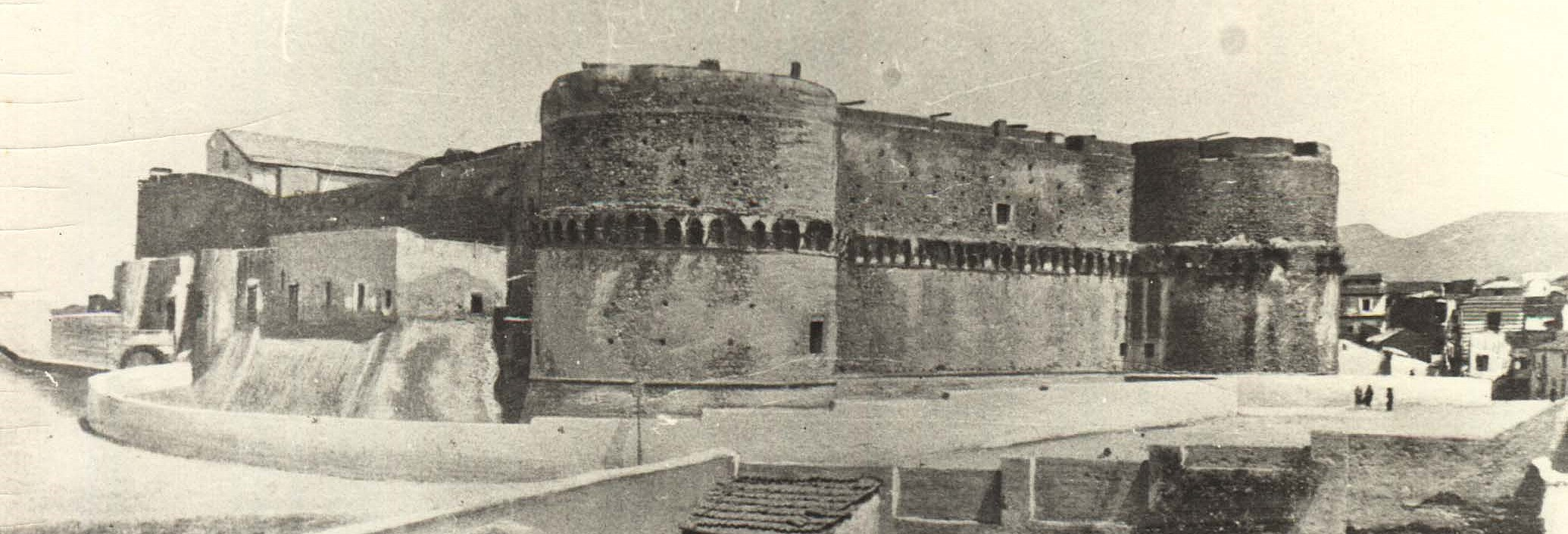
Вид крепости в начале XX века

В 1059 году замок у византийцев отвоевали норманны и превратили в важный плацдарм для дальнейших завоеваний в Италии. За последующие два века крепость неоднократно перестраивалась и расширялась. Масштабные работы проводились во время длительного правления Фридриха II Гогенштауфена, когда вся Южная Италия и Сицилия (королевство Сицилия) оказались во власти императора Священной Римской империи. Сильная крепость в Реджо-ди-Калабрия была призвана обеспечить защиту этих владений. Со времён нормандского господства на месте современного замка находился донжон крепости. Часть крепости, построенная в эпоху Гогенштауфенов, представляла собой сооружение квадратной формы с четырьмя мощными угловыми башнями. Эти стены сохранялись вплоть до сильного землетрясения 1908 года.
В 1266 году контроль над Реджио-ди-Калабрия захватил Карл I Анжуйский. Затем последовал период продолжительных войн между представителями Анжуйской династии (Анжу-Сицилийский дом) и Арагонским королевством за контроль над регионом.
В 1327 укрепления замка были в очередной раз усилены. Новая реконструкция стен и башен произошла во время правления королевы Джованны I. В 1382 году король Неаполя Карл III приказал капитану-губернатору Реджио-ди-Калабрия привести все укрепления замка в порядок, привлекая для финансирования и строительных работ всех горожан.

Главная башня замка и Ломбардская башня должны были быть восстановлены за счет королевской казны; Паломбарская башня за счёт евреев Реджо; башня Мезе — за счёт жителей района Мезе; башня под названием Санта-Ницето — жителями Санто Ницето; башня, которая находится у ворот — жителями Амендолеи; башня, называемая Малерба — жителями района Малербы.
<…>
Замковая церковь должна была быть восстановлена за счёт аббатства Сан-Никола ди Каламати и за счёт аббатства Террети.
— Из королевского приказа
Экстренные меры по восстановлению замка потребовались в связи с возобновлением войны между Карлом III и другим претендентом на трон Неаполя — Людовиком II Анжуйским.
В конце концов замок оказался во власти арагонцев. По приказу неаполитанского короля Фердинанд I в 1458 году была проведена значительная перестройка крепости. Работами руководил Баччо Понтелли, известный архитектор и ученик Франческо ди Джорджо. На южной стороне добавились две мощные башни с зубчатыми стенами, а с востока, с внешней стороны — равелин. Кроме того был создан глубокий ров, который можно было заполнять водой реки Оранджи (который тек рядом с текущим Оранжевым квадратом).
В 1539 году Пьетро да Толедо реконструировал крепость внутри так, чтобы там во время осады могли найти укрытие до тысячи человек. Это позволило жителям Реджо не раз спасаться во время вторжений турок. В эту же эпоху замок всё чаще начинает использоваться в качестве тюрьмы.

### Новое и новейшее время

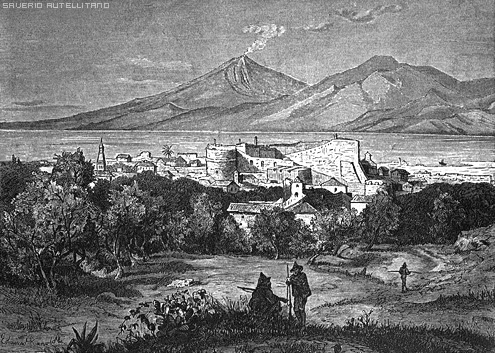
Гравюра с видом города и замка

Со времён Фердинанда I замок оставался практически неизменным. Со временем она превратился в огромную казарму.
Во время Рисорджименто Арагонский замок стал политической тюрьмой и местом казни повстанцев.
В 1860 году город и замок захватили отряды Джузеппе Гарибальди. После объединения Италии в 1869 году был создан новый план развития города. Согласно ему бастионы стали считаться «инородным телом» в новой городской планировке. Предполагалось их снести и создать на месте крепости большую площадь. Это решение вызвало горячие споры между теми, кто считал замок символом чуждого владычества и местом бессудных казней и теми, кто считал сооружение историческим памятником. В 1874 году муниципалитет Реджо-ди-Калабрия выкупил замок у правительства страны, чтобы снести его. Но протесты общественности, а также принципиальная позиция министра образования, заявлявшего, что замок является важным объектом культурного наследия спасли крепость от разрушения.
В 1892 году особая комиссия по археологическому наследию всё же приняла решение о частичном сносе замка, но с сохранением двух башен. Пять лет спустя (в 1897 году ) замок официально был объявлен национальным памятником культуры.
В начале 1900 году в крепости размещалась артиллерийская бригада. Сильное землетрясение 1908 года нанесло значительный ущерб замку. Сравнительно невредимыми остались только две башни. От полного сноса комплекс спасло лишь то, что не удалось оперативно перевести военных в другое место дислокации.
В итоге две башни и участок стены между ними сохранились, но остальные фрагменты фортификации были демонтированы. Главным предлогом стала необходимость оптимизации движения транспорта в тесном центре города и соединение нескольких улиц в современную магистраль.

## Современное состояние
С 1956 года в замке размещалась обсерватория Национального института геофизики.
7 мая 1986 года из-за неудачно проводимых реставрационных работ в северо-западной стороне обрушилась часть стены. В последующие годы были проведены необходимые мероприятия по реставрации и укреплению сохранившихся стен и башен замка.
На стены и башни возможно подняться по специальным лестницам.
В XXI веке Арагонский замок стал местом проведения многих культурных и общественных мероприятий.

## Галерея

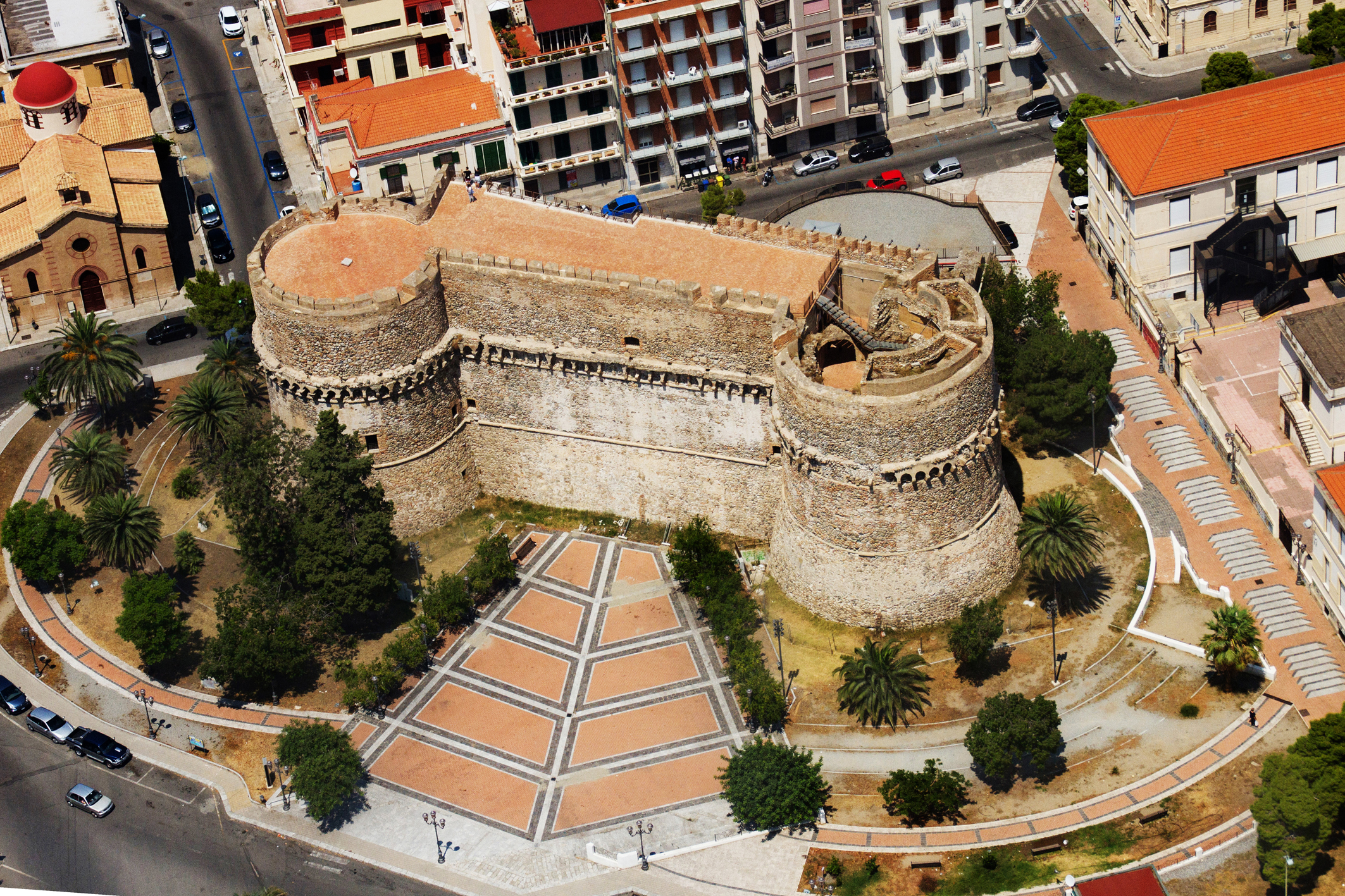
Вид замка с высоты
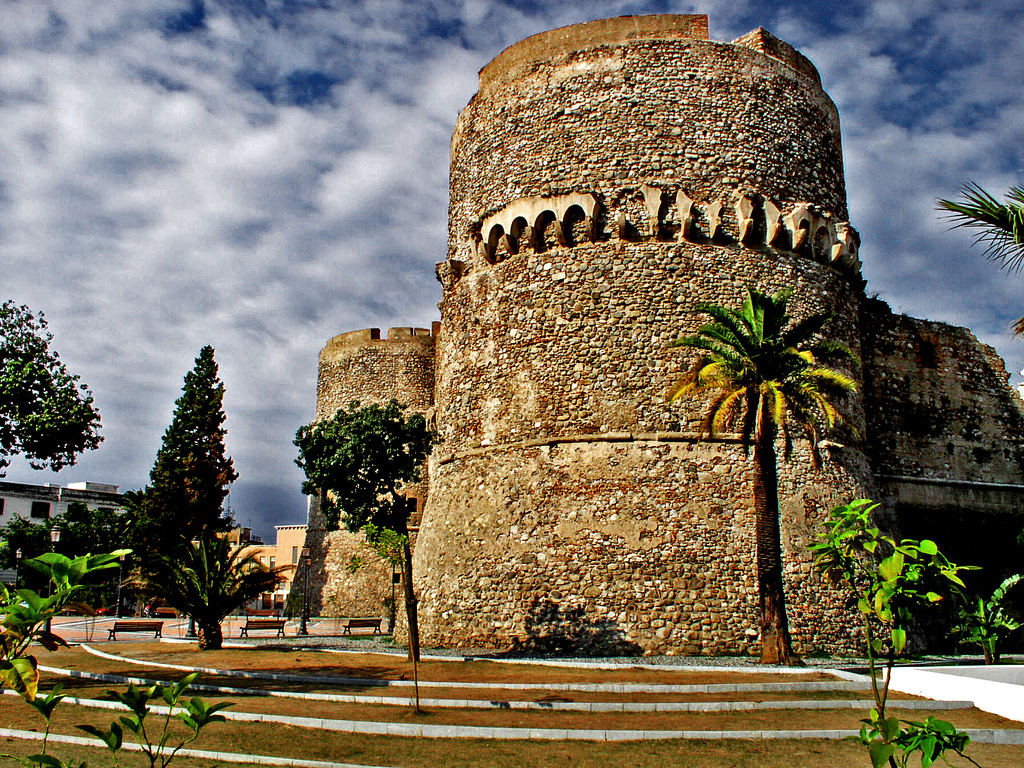
Южная башня замка
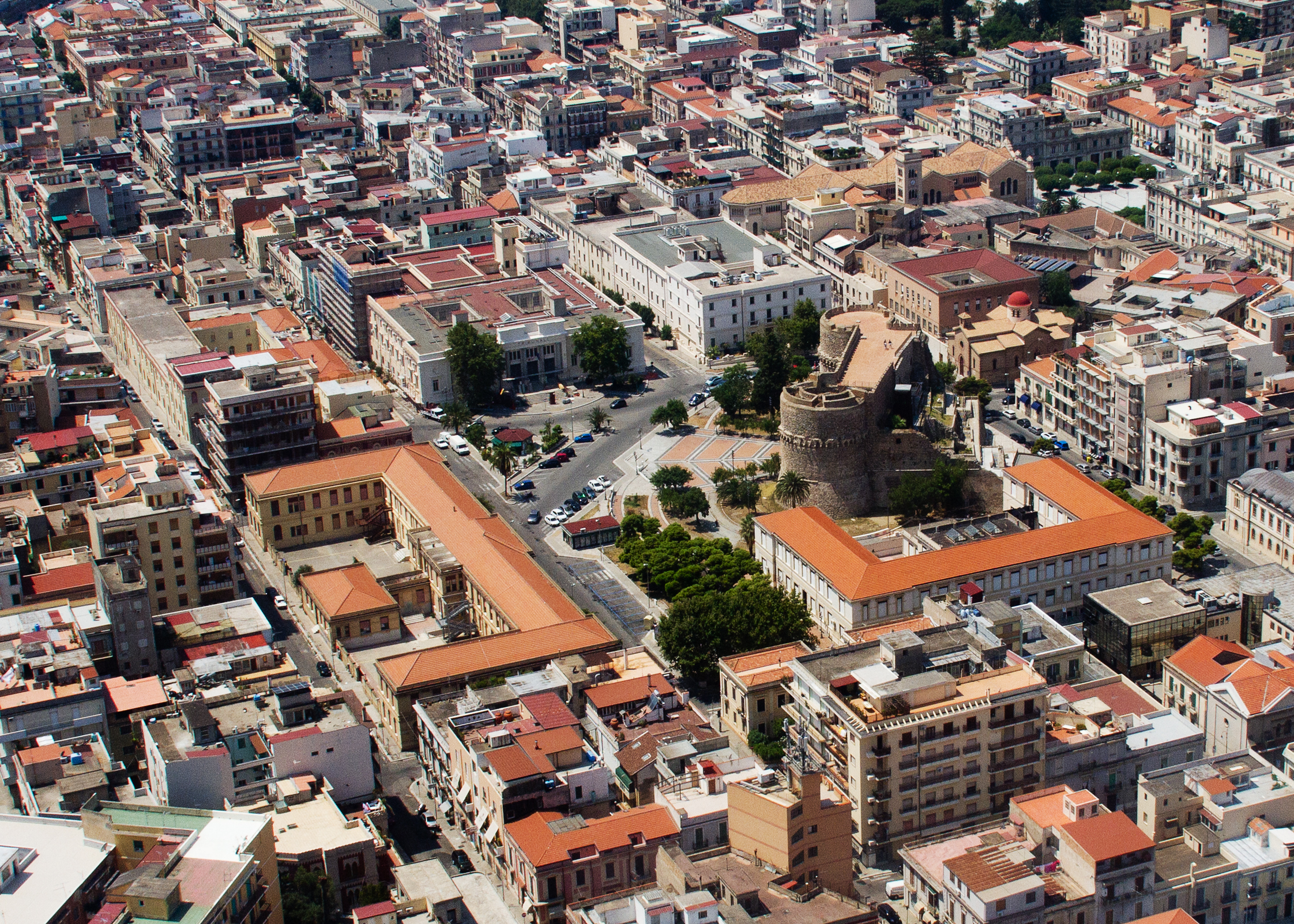
Городская застройка вокруг замка
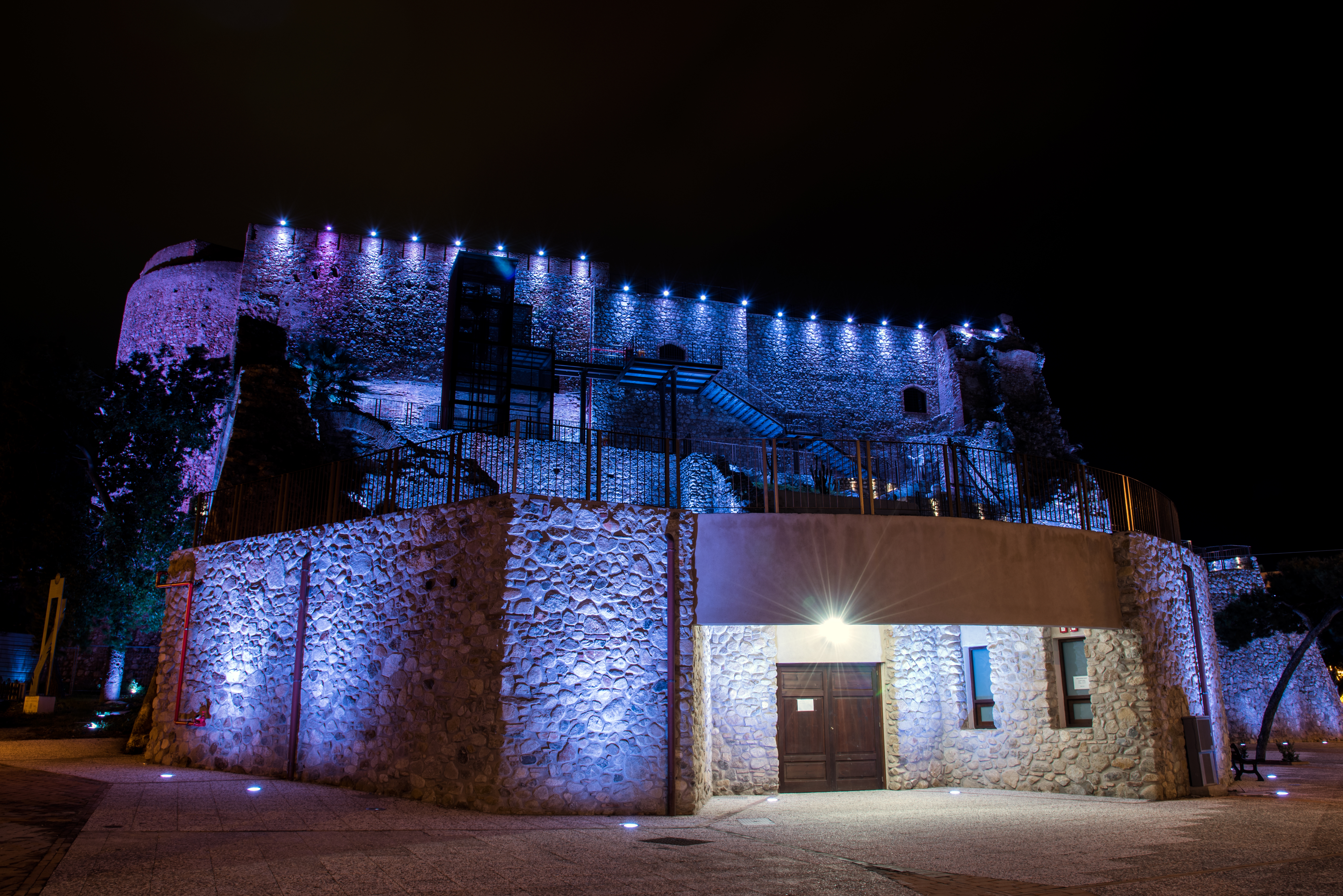
Подсветка замка в ночное время
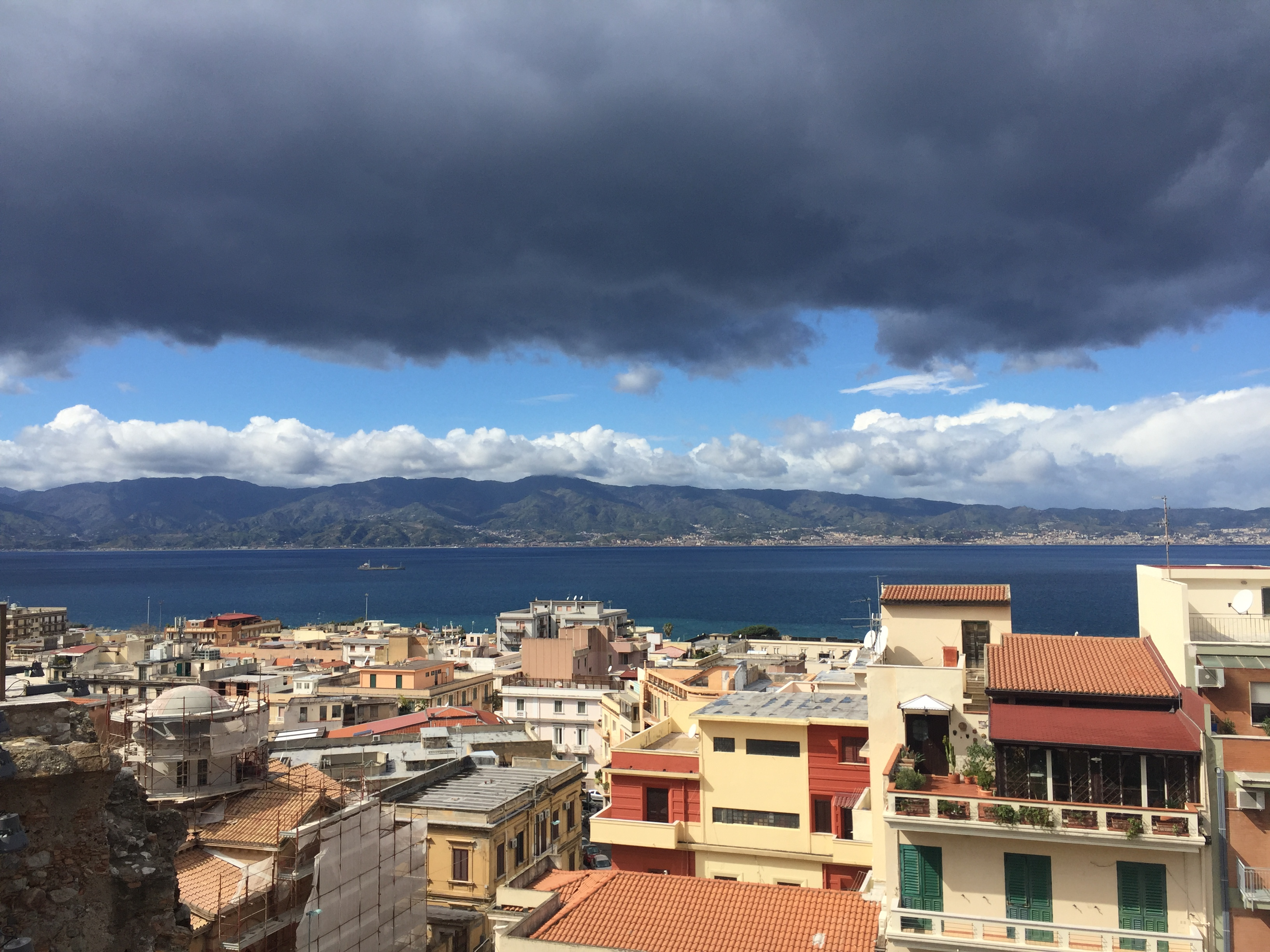
Вид на город и залив с высоты башен замка